# Olga (2021)
Olga is een Zwitsers-Frans-Oekraïense sportdramafilm uit 2021 van de Franse regisseur Élie Grappe.

## Verhaal
Olga is een vijftienjarige topturnster uit Kiev. Haar moeder is journaliste en schrijft over de corruptie in Oekraïne tijdens het presidentschap van Viktor Janoekovytsj. Ze wordt bedreigd en stuurt Olga naar de familie van haar overleden vader in Zwitserland. Olga wordt lid van het Zwitsers nationaal turnteam en traint mee voor de Europese kampioenschappen.
Tijdterwijl breken in haar thuisland de Euromaidan-protesten uit. Haar beste vriendin zit er middenin en houdt haar op de hoogte. De protesten draaien uit op geweld en haar moeder raakt zwaargewond. Olga wil nu het liefst van al terug naar huis.

## Rolverdeling
- Anastasiia Budiashkina als Olga, de protagoniste
- Sabrina Rubtsova als Sasha, Olgas vriendin in Oekraïne
- Tanya Mikhina als Ilona Budishkina, Olgas moeder
- Jérôme Martin als Adrien, trainer van het Zwitserse team
- Caterina Barloggio als Steffi, kapitein van het Zwitserse team
- Théa Brogli als Zoé, lid van het Zwitserse team

Budiashkina, Rubtsova, Barloggio en Brogli zijn ook in het echte leven topturnsters.

## Uitgave en ontvangst
Olga werd op 9 juli 2021 uitgebracht tijdens de Internationale Criticiweek in Cannes, en won er de SACD-auteursprijs. In de maanden daarop werd hij op heel wat filmfestivals vertoond. Het was ook Zwitserlands inzending voor de 94ste Oscaruitreiking.
De film behaalde zeer goede scores bij de critici, met 92 procent bij Rotten Tomatoes en 77 procent bij Metacritic.